# Vito Braet
Vito Braet (* 2. November 2000 in Torhout) ist ein belgischer Radrennfahrer, der im Straßenradsport aktiv ist.

## Sportlicher Werdegang
Nach drei Jahren auf Vereinsebene wurde Braet zur Saison 2022 Mitglied beim UCI ProTeam Sport Vlaanderen-Baloise. Mit dem Team konnte er 2022 und 2023 wiederholt Top-10-Platzierungen einfahren, unter anderem einen dritten Etappenrang bei der Tour de Hongrie 2023 und einen fünften Etappenrang bei der Dänemark-Rundfahrt 2023 im Rahmen der UCI ProSeries.
Zur Saison 2024 wechselte Braet in die UCI WorldTour zum Team Intermarché-Wanty. Als Zweiter beim Eintagesrennen Figueira Champions Classic verpasste er noch knapp seinen ersten Sieg als Radprofi. Die Vuelta a España 2024 war seine erste Grand Tour, dabei belegte er auf der 17. Etappe im Massensprint den dritten Platz.

## Erfolge
2023
- Bergwertung Étoile de Bessèges

## Grand Tour-Platzierungen
| Grand Tour            | 2024 | 2025 |
| --------------------- | ---- | ---- |
| Giro d’ItaliaGiro     | –    | –    |
| Tour de FranceTour    | –    | 143  |
| Vuelta a EspañaVuelta | 81   | …    |